# Sigurd Lagerman
Albert Hugo Sigurd Lagerman, född den 11 januari 1904 i Stockholm, död den 9 mars 1970, var en svensk sjöofficer (viceamiral). Han var far till Thomas Lagerman.

## Biografi

### Yrkeskarriär
Efter studentexamen 1922 antogs Lagerman till Kungliga Sjökrigsskolan, där han avlade officersexamen 1925 och utnämndes till fänrik i Flottan. Lagerman var intresserad av såväl matematik som teknik och kom följaktligen att engageras inom sjöartilleriet; han genomförde 1933–1935 högre artillerikursen vid Kungliga Sjökrigshögskolan och tjänstgjorde därefter vid Karlskrona örlogsvarvs artilleridepartement. Han blev kapten 1937 och utnämndes till artilleriofficer ombord på pansarskeppet HMS Drottning Victoria 1938.
1940 lämnade han Drottning Victoria och placerades vid Marinförvaltningen där han tjänstgjorde till dess han 1944 blev chef för artilleridepartementet vid Karlskrona örlogsvarv, han hade då erhållit befordran till kommendörkapten av 2:a graden 1943. Redan 1945 befordrades han till kommendörkapten av 1:a graden och fick tjänst som chef för Marinförvaltningens artilleribyrå och kom därvid att spela en central roll vid utvecklandet av 40 mm luftvärnsautomatkanon m/1948.
Lagerman blev 1950 kommendör och inspektör för sjöartilleriet, en befattning han kvarblev i till 1955 då han blev chef för Marinförvaltningens vapenavdelning. Efter befordran till konteramiral 1958 var han först befälhavande amiral vid Marinkommando Syd till 1961 och därefter souschef (från 1963 chef) för Marinförvaltningen till sin pensionering 1968 då han blev viceamiral.
I egenskap av souschef och chef vid Marinförvaltningen var han 1962–1968 ledamot av Försvarets förvaltningsdirektion.
Vid sidan av ordinarie tjänst undervisade han vid Kungl. Sjökrigshögskolan 1940–1941 och vid Kungl. Sjökrigsskolan 1941–1944. Han var dessutom chef för skolavdelningen 1950–1951 och chef för 1. eskadern i Kustflottan 1953–1954.

### Övrigt
Sigurd Lagerman var expert i Statens matematikmaskinutredning 1947–1955 och sedermera ledamot i Matematikmaskinnämnden 1955–1963, i egenskap av sitt engagemang här ledde han också ett nordiskt symposium rörande matematikmaskiner i Karlskrona år 1959. Han var ordförande i Försvarets centrala företagsnämnd 1962–1969.
Lagerman blev ledamot i Kungliga Örlogsmannasällskapet 1942 och var dess bibliotekarie 1944–1945 samt dess ordförande 1958–1961, hedersledamot från 1958. Därutöver var han ledamot i Kungliga Krigsvetenskapsakademien från 1951.
Lagerman vilar på Galärvarvskyrkogården i Stockholm.

## Utmärkelser
- Riddare av Svärdsorden, 1946[5]
- Riddare av Vasaorden, 1948[6]
- Kommendör av Svärdsorden, 5 juni 1954[7]
- Kommendör av första klassen av Svärdsorden, 6 juni 1957[8]
- Kommendör med stora korset av Svärdsorden, 4 juni 1965[9]